# 양문순
양문순(梁文淳)은 전북 남원(南原) 주생면 상동리 부동 부락 사람이다. 일제는 1905년 을사조약을 강제 체결하여 대한제국의 외교권을 빼앗고 1907년 정미7조약으로 대한제국의 군대를 강제 해산하였다. 이에 전국 각지에서 의병이 봉기하여 국권회복을 위해 일제와 항쟁하였다.
이즈음 양문순은 일제를 이 땅에서 몰아내기 위해 양한규(梁漢奎)의진에 참여하여 대일항전을 전개하였다. 그는 1907년 박재홍(朴在洪) 등과 함께 군사들을 규합하여 양한규를 의병장으로 추대한 후 거의하였다. 이들은 이어 같은 해 2월 전북지역의 요충지인 남원읍을 기습, 점령하여 기세를 떨쳤다. 그러나 퇴각하는 적을 추격하던 양한규가 불의의 총격을 받고 전사하였으며 설상가상으로 적의 반격이 시작되자 의진은 그만 와해되었다. 이에 따라 연합작전을 위해 남원읍으로 향하던 고광순(高光洵)의진은 남원읍 재탈환을 시도하기도 하였다. 양문순은 의진이 와해되자 재기를 기약하며 은신하였으나 결국 피체되어 혹독한 고문 끝에 진도에 유배되었다. 그는 같은 해 11월 광무황제의 사면으로 유배에서 풀려났으나 병고에 시달리다. 1927년 서거하였다.
정부에서는 고인의 공훈을 기리어 1999년에 건국훈장 애족장을 추서하였다. 註·梅泉野錄(黃玹) 406面 ·충의공 梁公 褒彰 完議文(孔夫子 聖蹟圖 五倫行實 重刊所, 1919) ·通告文(南原儒林團, 1945. 10. 8) ·忠壯公 世譜(1939. 2月) ·南原誌(1992) 326面 ·고도 南原의 얼(1982. 10月) 113面 ·全北地域抗日獨立運動史(1994) 313面 ·梁文淳義蹟碑文(1981年 建立) ·獨立運動史(國家報勳處) 第1卷 399∼401面